# ホイットニー美術館

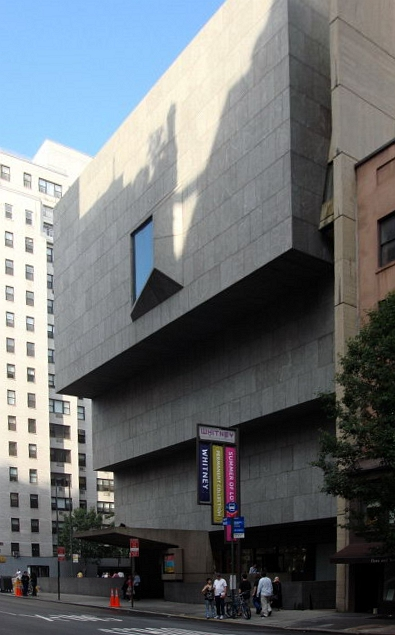
ホイットニー美術館（1966-2014年）の外観

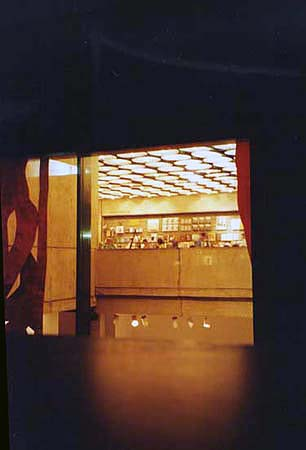
ホイットニー美術館の夜間照明

ホイットニー美術館（Whitney Museum of American Art）はアメリカ合衆国ニューヨーク市マンハッタン区ウエスト・ヴィレッジ／ミートパッキング・ディストリクトにある芸術ギャラリーおよび美術館である。

## 概要
ホイットニー美術館は、ガートルード・ヴァンダービルト・ホイットニーによって1931年に設立された。当初の建物は、グリニッジ・ヴィレッジの西8丁目 (8–12 West 8th Street) に位置していた。1954年には、ニューヨーク近代美術館の裏の54丁目に移転した。さらに、1966年にアッパー・イースト・サイドのマディソン・アベニューと75丁目の角 (945 Madison Avenue) に移転した。この建物はマルセル・ブロイヤーによる設計で、花崗岩の外壁、階段が逆さになった形状、さらにひっくり返った窓を持つ独特のデザインである。2014年10月にこの美術館は一時閉鎖され、2015年5月1日にウエスト・ヴィレッジ／ミートパッキング・ディストリクトのワシントン・ストリートとガンズヴォート・ストリートの角 (99 Gansevoort Street) の新築の建物で再オープンした。この建物の設計はレンゾ・ピアノによるもので、ハイライン公園の南端の出口すぐに位置している。アッパー・イースト・サイドの建物はメトロポリタン美術館が2015年から少なくとも8年間リースすることになっており、メトロポリタン美術館の別館という位置づけでモダンアートの展示に使われている。
アメリカ合衆国の近代・現代美術作品の充実で知られ、特にエドワード・ホッパーを多数収蔵している。2年に一度、ホイットニー・ビエンナーレが開催される。

## 収蔵作品
- アンディ・ウォーホル 「緑のコカコーラ瓶」
- ジャン・ミッシェル・バスキア
- イサム・ノグチ 「ハンプティ・ダンプティ」
- ジョージア・オキーフ　「白いアメリカンシャクナゲ」
- エドワード・ホッパー　「日曜日の早朝」「2階の陽光」
- ジャスパー・ジョーンズ「三つの旗」

### ギャラリー

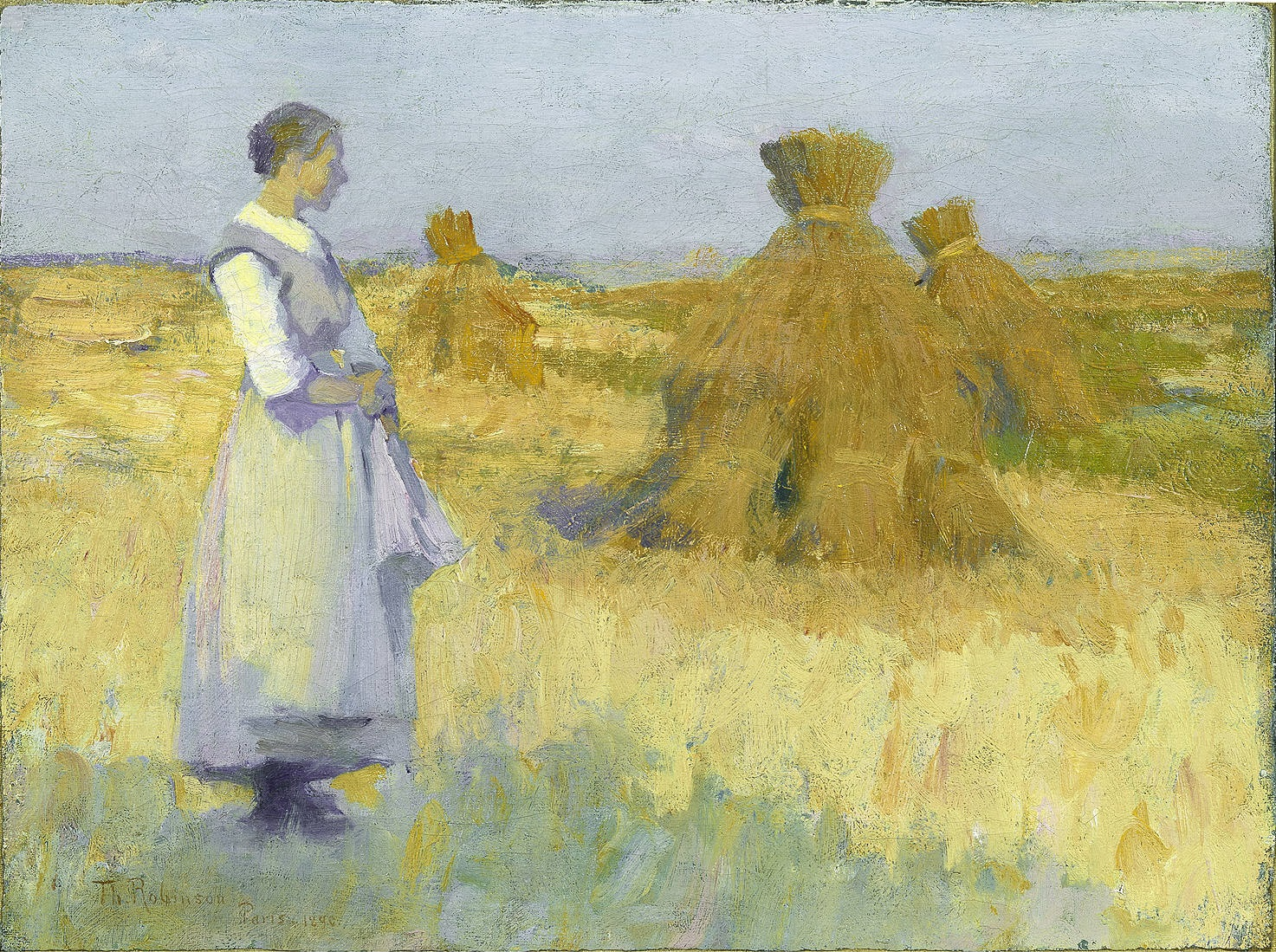
セオドア・ロビンソン, Etude, (1890)
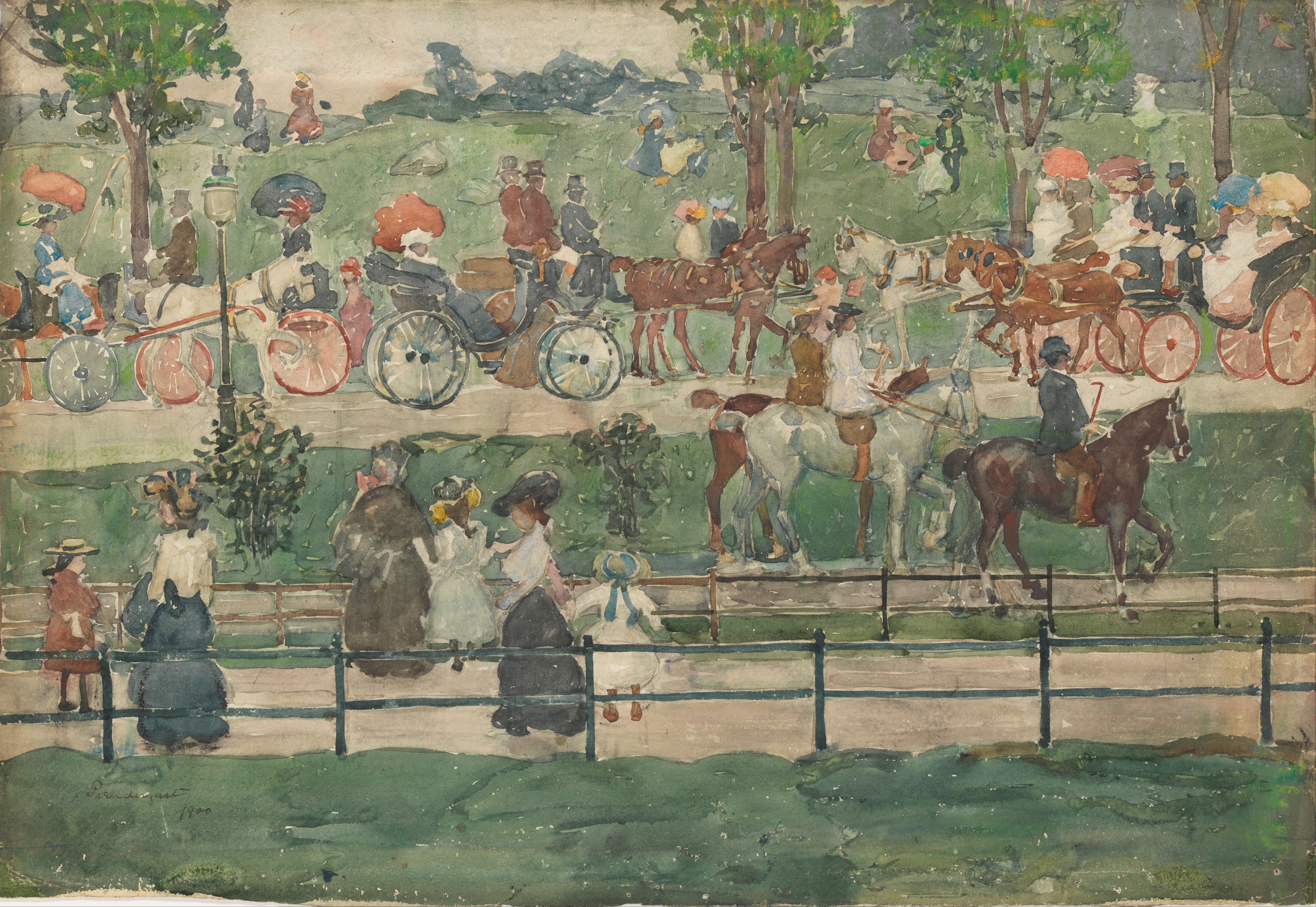
モーリス・プレンダーガスト, Central Park, 1900, (1900)
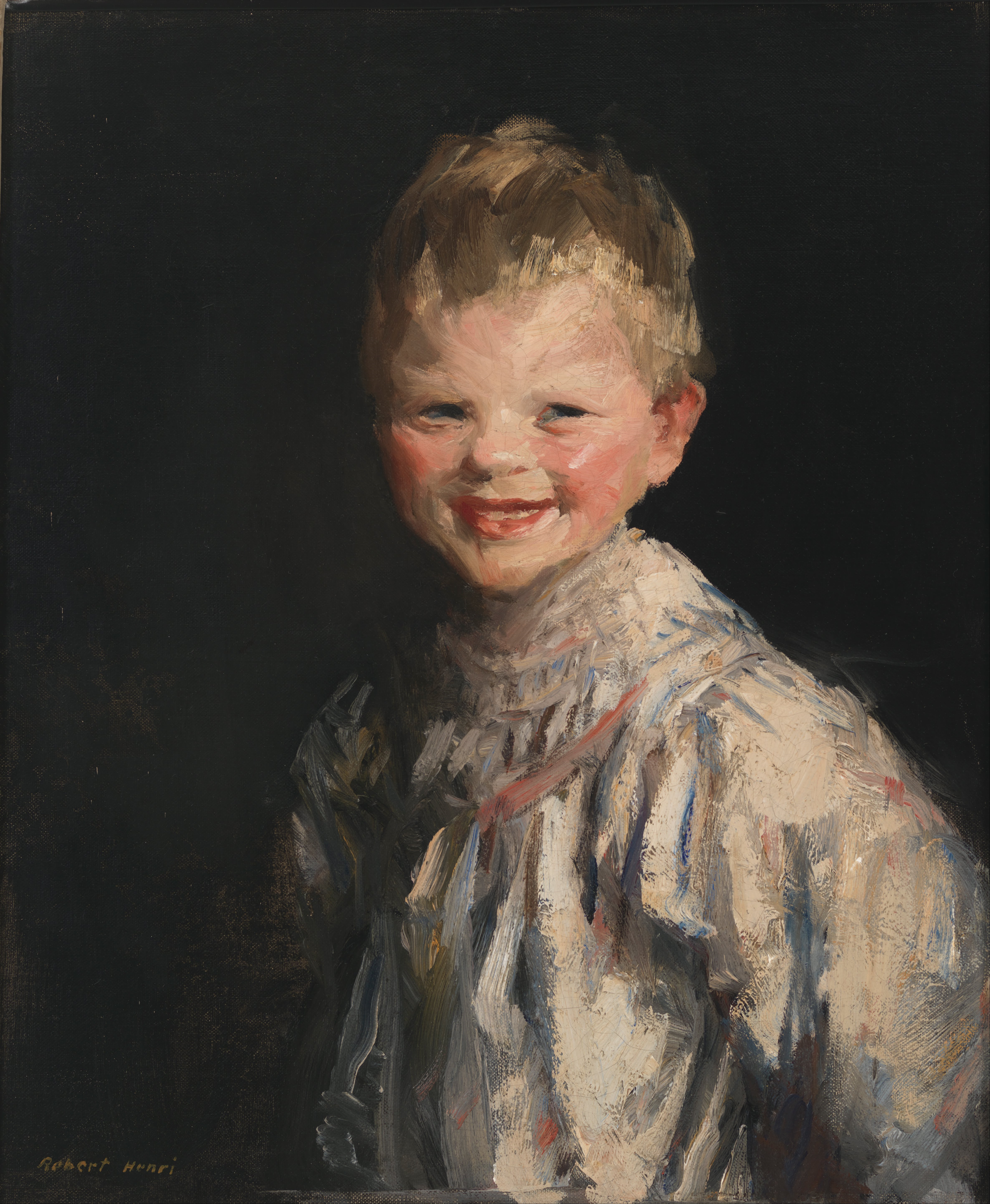
ロバート・ヘンライ, Laughing Child, (1907)
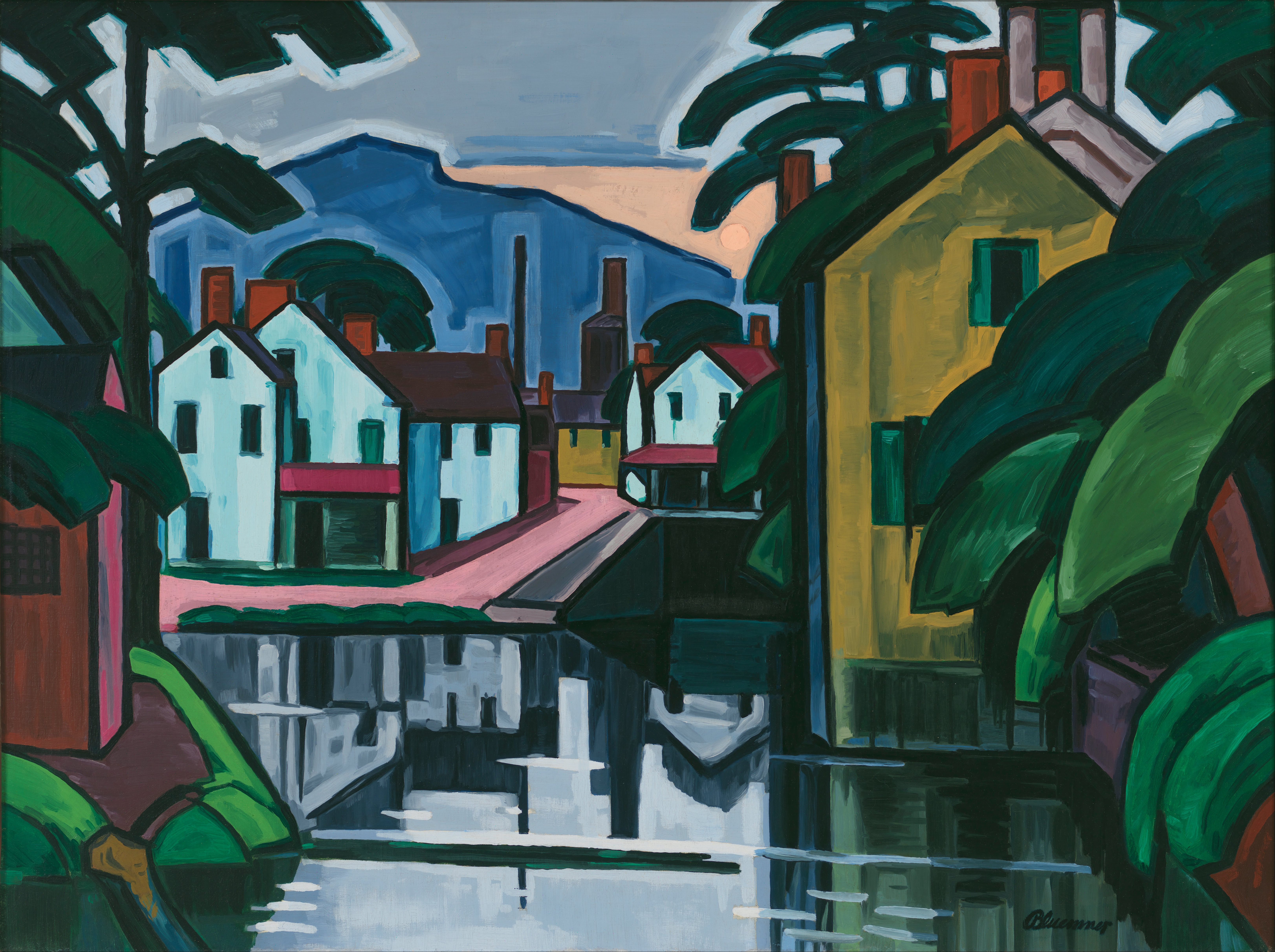
オスカー・フロリアヌス・ブルームナー, Old Canal Port, (1914)
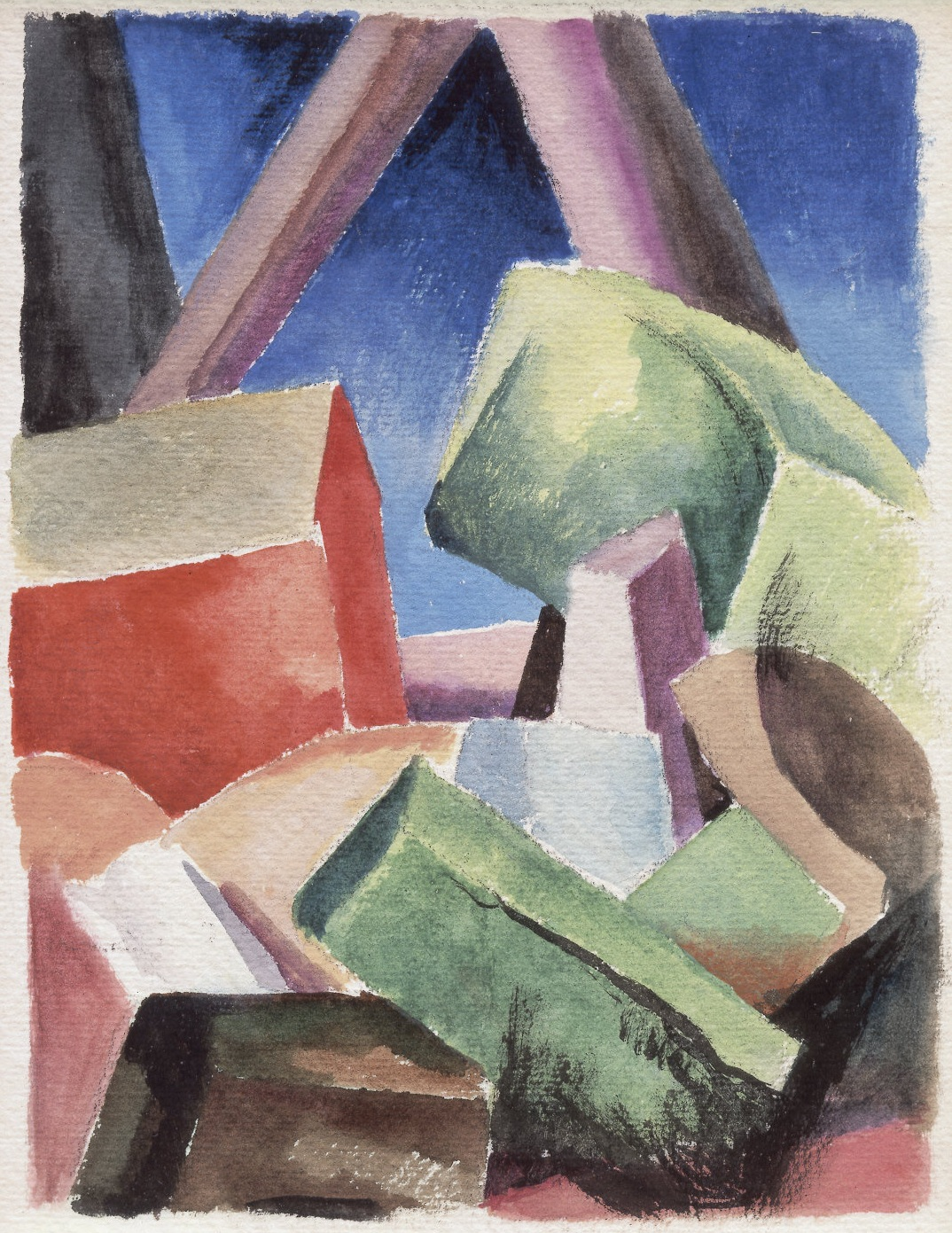
トーマス・ハート・ベントン, House in Cubist Landscape, (c. 1915–1920)
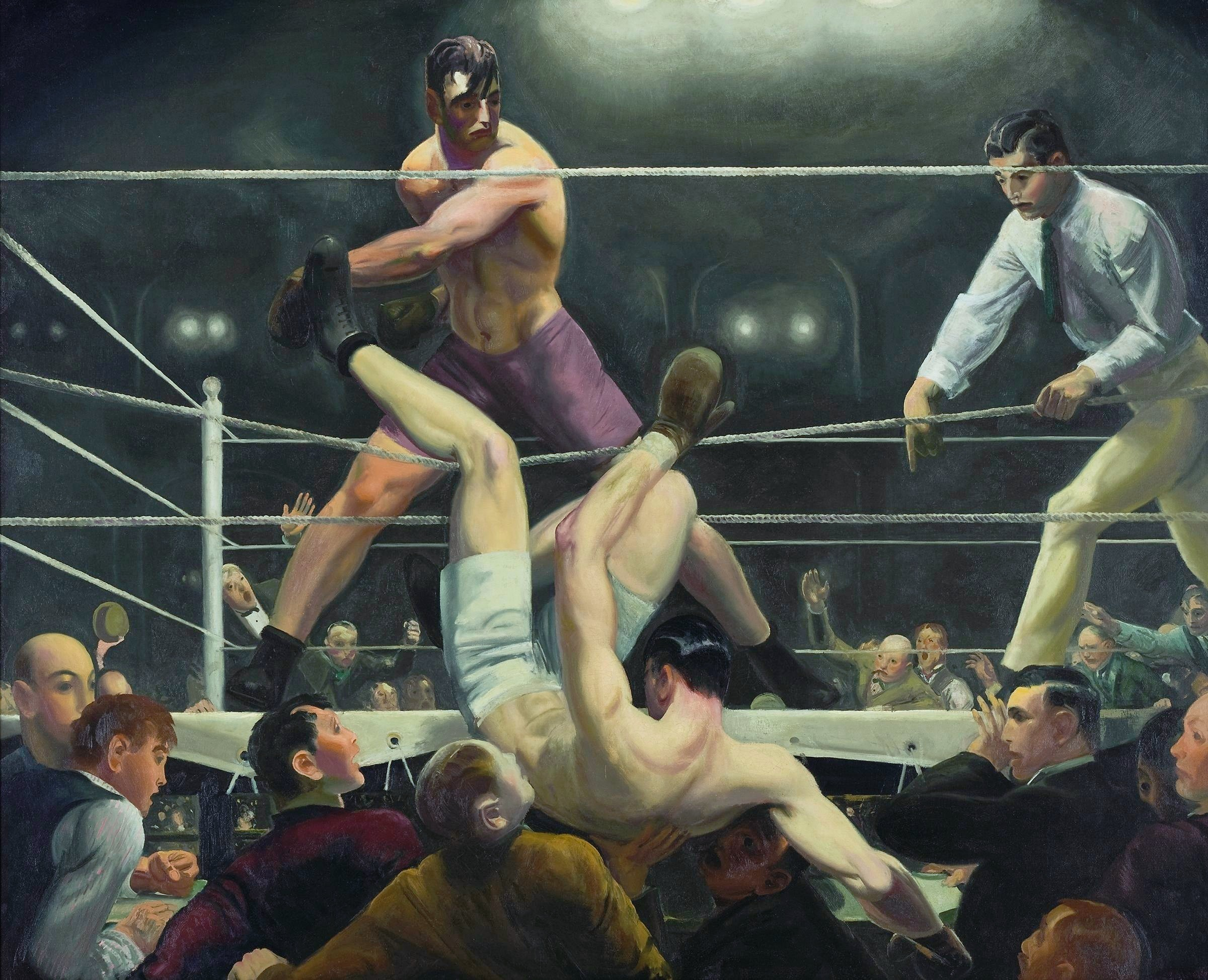
ジョージ・ベローズ, Dempsey and Firpo, (1924)
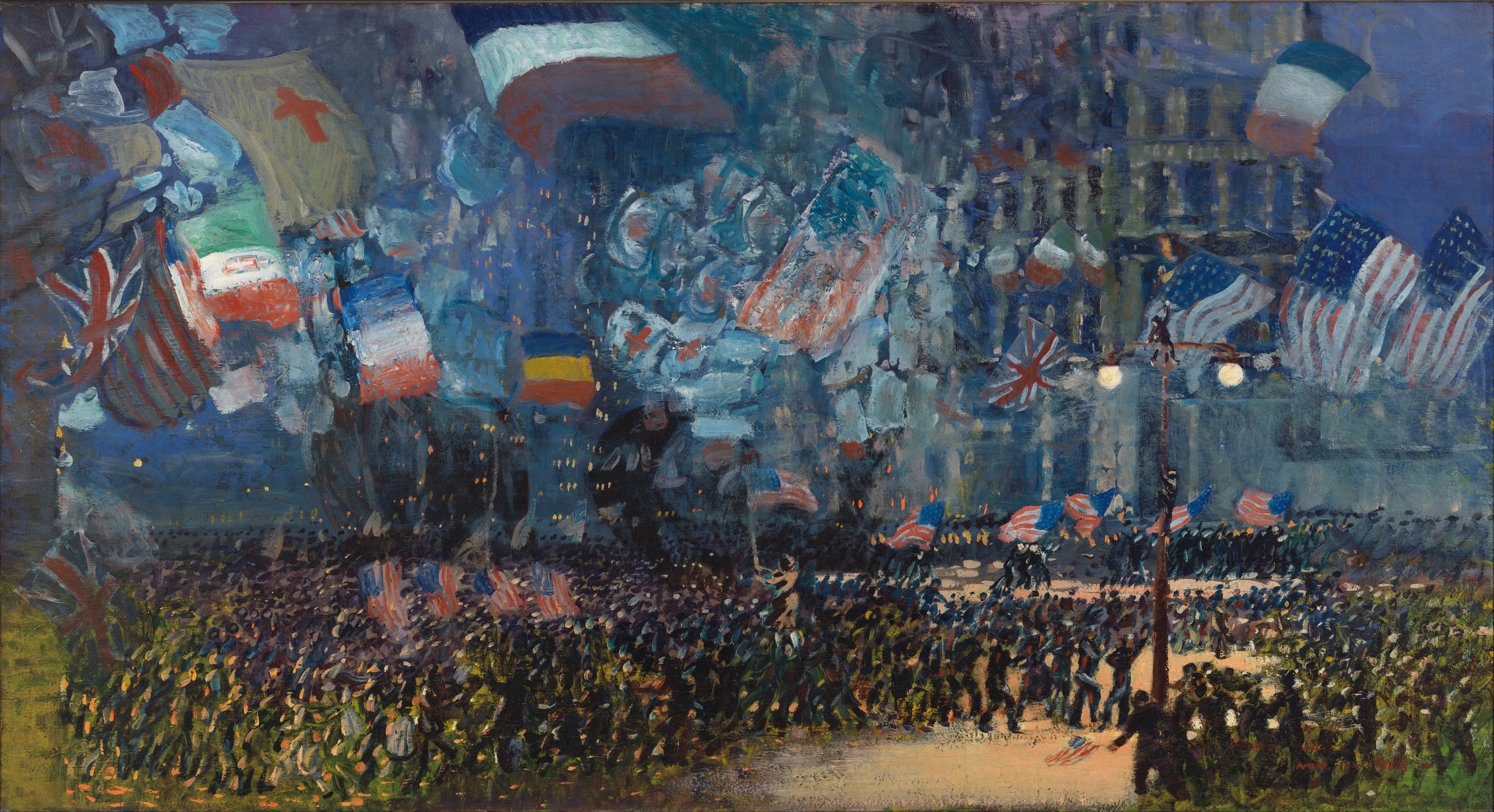
ジョージ・ラクス, Armistice Night, (1918)